# Nuoto ai campionati mondiali di nuoto 2023 - 200 metri dorso maschili
La gara di nuoto dei 200 metri dorso maschili dei campionati mondiali di nuoto 2023 è stata disputata il 27 e 28 luglio 2023 presso il Marine Messe Fukuoka di Fukuoka. Vi hanno preso parte 39 atleti provenienti da 33 nazioni.
La competizione è stata vinta dal nuotatore ungherese Hubert Kós, mentre l'argento e il bronzo sono andati rispettivamente allo statunitense Ryan Murphy e allo svizzero Roman Mityukov.

## Podio
| Posizione | Atleta         | Nazionalità |
| --------- | -------------- | ----------- |
| Oro       | Hubert Kós     | Ungheria    |
| Argento   | Ryan Murphy    | Stati Uniti |
| Bronzo    | Roman Mityukov | Svizzera    |

## Programma
| Data           | Ora (UTC+9) | Turno      |
| -------------- | ----------- | ---------- |
| 27 luglio 2023 | 10:53       | Batterie   |
| 27 luglio 2023 | 21:33       | Semifinali |
| 28 luglio 2023 | 20:59       | Finale     |

## Record
Prima della competizione il record del mondo e il record dei campionati erano i seguenti:
| Record mondiale       | 1'51"92 | Aaron Peirsol Stati Uniti | 31 luglio 2009 Roma, Italia |
| Record dei campionati | 1'51"92 | Aaron Peirsol Stati Uniti | 31 luglio 2009 Roma, Italia |

Nel corso della competizione non sono stati migliorati.

## Risultati

### Batterie
| Pos. | Batteria | Corsia | Atleta                | Nazionalità   | Tempo   | Note             |
| ---- | -------- | ------ | --------------------- | ------------- | ------- | ---------------- |
| 1    | 4        | 5      | Bradley Woodward      | Australia     | 1'57"14 | Q                |
| 2    | 4        | 3      | Roman Mityukov        | Svizzera      | 1'57"24 | Q                |
| 3    | 2        | 4      | Hubert Kós            | Ungheria      | 1'57"27 | Q                |
| 4    | 4        | 4      | Ryan Murphy           | Stati Uniti   | 1'57"37 | Q                |
| 5    | 4        | 6      | Apostolos Siskos      | Grecia        | 1'57"40 | Q                |
| 6    | 2        | 2      | Oliver Morgan         | Gran Bretagna | 1'57"61 | Q                |
| 7    | 3        | 1      | Hugh McNeill          | Canada        | 1'57"73 | Q                |
| 8    | 3        | 4      | Destin Lasco          | Stati Uniti   | 1'57"84 | Q                |
| 9    | 2        | 5      | Brodie Williams       | Gran Bretagna | 1'57"92 | Q                |
| 10   | 4        | 1      | Hugo González         | Spagna        | 1'57"99 | Q                |
| 10   | 4        | 2      | Lee Ju-ho             | Corea del Sud | 1'57"99 | Q                |
| 12   | 3        | 3      | Mewen Tomac           | Francia       | 1'58"09 | Q                |
| 13   | 3        | 7      | Daiki Yanagawa        | Giappone      | 1'58"14 | Q                |
| 14   | 3        | 5      | Benedek Kovács        | Ungheria      | 1'58"17 | Q                |
| 15   | 3        | 2      | Antoine Herlem        | Francia       | 1'58"20 | Q                |
| 16   | 3        | 6      | Hidekazu Takehara     | Giappone      | 1'58"46 | Q                |
| 17   | 2        | 6      | Matteo Restivo        | Italia        | 1'58"57 |                  |
| 18   | 4        | 7      | Andrew Jeffcoat       | Nuova Zelanda | 1'59"01 |                  |
| 19   | 2        | 1      | João Costa            | Portogallo    | 1'59"30 |                  |
| 20   | 3        | 9      | Berke Saka            | Turchia       | 1'59"48 |                  |
| 21   | 4        | 8      | Tao Guannan           | Cina          | 1'59"74 |                  |
| 22   | 3        | 8      | John Shortt           | Irlanda       | 1'59"79 |                  |
| 23   | 2        | 7      | Lorenzo Mora          | Italia        | 1'59"99 |                  |
| 24   | 2        | 0      | Ziyad Ahmed           | Sudan         | 2'00"52 |                  |
| 25   | 2        | 8      | Yeziel Morales        | Porto Rico    | 2'00"76 |                  |
| 26   | 4        | 0      | Erikas Grigaitis      | Lituania      | 2'00"98 |                  |
| 27   | 1        | 2      | Denilson Cyprianos    | Zimbabwe      | 2'02"12 | Record nazionale |
| 28   | 1        | 5      | Mohamed Mohamady      | Egitto        | 2'02"23 |                  |
| 29   | 1        | 4      | Khiew Hoe Yean        | Malaysia      | 2'03"14 |                  |
| 30   | 4        | 9      | Tonnam Kanteemool     | Thailandia    | 2'03"46 |                  |
| 31   | 3        | 0      | Srihari Nataraj       | India         | 2'04"42 |                  |
| 32   | 1        | 6      | Jack Harvey           | Bermuda       | 2'04"52 |                  |
| 33   | 1        | 3      | Armin Lelle           | Estonia       | 2'05"20 |                  |
| 34   | 2        | 9      | Trần Hưng Nguyên      | Vietnam       | 2'07"40 |                  |
| 35   | 1        | 8      | Merdan Atayev         | Turkmenistan  | 2'07"48 |                  |
| 36   | 1        | 7      | Matthieu Ousmane Seye | Senegal       | 2'08"44 | Record nazionale |
| 37   | 1        | 1      | Thomas Wareing        | Malta         | 2'12"57 |                  |
| 38   | 1        | 0      | Joel Ling             | Brunei        | 2'13"07 |                  |
| 39   | 1        | 9      | Ali Imaan             | Maldive       | 2'23"46 |                  |
|      | 2        | 3      | Ksawery Masiuk        | Polonia       | dns     |                  |

### Semifinali
| Pos. | Semifinale | Corsia | Atleta            | Nazionalità   | Tempo   | Note |
| ---- | ---------- | ------ | ----------------- | ------------- | ------- | ---- |
| 1    | 1          | 4      | Roman Mityukov    | Svizzera      | 1'55"85 | Q    |
| 2    | 1          | 1      | Benedek Kovács    | Ungheria      | 1'55"89 | Q    |
| 3    | 2          | 5      | Hubert Kós        | Ungheria      | 1'55"99 | Q    |
| 4    | 1          | 5      | Ryan Murphy       | Stati Uniti   | 1'56"02 | Q    |
| 5    | 1          | 7      | Mewen Tomac       | Francia       | 1'56"05 | Q    |
| 6    | 2          | 4      | Bradley Woodward  | Australia     | 1'56"16 | Q    |
| 7    | 2          | 1      | Daiki Yanagawa    | Giappone      | 1'57"23 | Q    |
| 8    | 1          | 2      | Hugo González     | Spagna        | 1'57"28 | Q    |
| 9    | 1          | 3      | Oliver Morgan     | Gran Bretagna | 1'57"50 |      |
| 10   | 2          | 8      | Antoine Herlem    | Francia       | 1'57"55 |      |
| 11   | 2          | 2      | Brodie Williams   | Gran Bretagna | 1'57"93 |      |
| 12   | 2          | 3      | Apostolos Siskos  | Grecia        | 1'58"04 |      |
| 13   | 2          | 7      | Lee Ju-ho         | Corea del Sud | 1'58"05 |      |
| 14   | 1          | 8      | Hidekazu Takehara | Giappone      | 1'58"10 |      |
| 15   | 2          | 6      | Hugh McNeill      | Canada        | 1'58"86 |      |
| 16   | 1          | 6      | Destin Lasco      | Stati Uniti   | 1'59"19 |      |

### Finale
| Pos.    | Corsia | Atleta           | Nazionalità | Tempo   | Note             |
| ------- | ------ | ---------------- | ----------- | ------- | ---------------- |
| Oro     | 3      | Hubert Kós       | Ungheria    | 1'54"14 |                  |
| Argento | 6      | Ryan Murphy      | Stati Uniti | 1'54"83 |                  |
| Bronzo  | 4      | Roman Mityukov   | Svizzera    | 1'55"34 | Record nazionale |
| 4       | 2      | Mewen Tomac      | Francia     | 1'55"79 |                  |
| 5       | 5      | Benedek Kovács   | Ungheria    | 1'55"85 |                  |
| 6       | 7      | Bradley Woodward | Australia   | 1'56"29 |                  |
| 7       | 8      | Hugo González    | Spagna      | 1'56"33 |                  |
| 8       | 1      | Daiki Yanagawa   | Giappone    | 1'58"75 |                  |